# Ларго Валоне (Фрозиноне)
Ларго Валоне је насеље у Италији у округу Фрозиноне, региону Лацио.
Према процени из 2011. у насељу је живело 30 становника. Насеље се налази на надморској висини од 339 м.